# (65210) Stichios
(65210) Stichios, désignation internationale (65210) Stichius, est un astéroïde troyen jovien.

## Description
(65210) Stichios est un astéroïde troyen jovien, camp grec, c'est-à-dire situé au point de Lagrange L4 du système Soleil-Jupiter. Il présente une orbite caractérisée par un demi-grand axe de 5,146 UA, une excentricité de 0,056 et une inclinaison de 16,6° par rapport à l'écliptique.
Il est nommé en référence au personnage de la mythologie grecque Stichios, acteur du conflit légendaire de la guerre de Troie.

## Compléments